# UScoCTIO 108
UScoCTIO 108 — двойная система в созвездии Скорпиона. Находится в 470 световых годах от Солнца. Звёзды имеют видимую величину +15,63m и +18,48m, обе могут быть видны в сильный телескоп апертурой 2000 мм и более. Входит в состав OB-ассоциации Скорпиона — Центавра.
Первый объект системы UScoCTIO 108 (A) является либо коричневым карликом, либо маломассивным красным карликом спектрального класса M. Масса звезды — 0,057 ± 0,02 M⊙, радиус — 46 % солнечного, возраст — 0,011 ± 0,002 млрд лет, температура — около 2700 К.
Второй объект системы UScoCTIO 108 b был обнаружен транзитным методом в 2007 году (обсерватория Роке-де-лос-Мучачос, остров Ла Пальма, Канарские острова, Испания). Имеет массу 14+2
−8 MJ, что равно приблизительно 4445 M⊕. Такая масса является максимальной в диапазоне планетных масс и минимальной для начала сжигания дейтерия. Объект в настоящее время не может быть точно идентифицирован и классифицируется как коричневый карлик спектрального класса L или экзопланета, подобно HIP 78530 b с разделением в {\displaystyle 710\pm 60} а. е.
Планетные системы, подобные UScoCTIO 108, не являются редкостью. Например, известна система 2M1207, которая более схожа с системой Земля-Луна, чем с системой из двух звёзд. Среди других UScoCTIO 108 выделяет лишь значительное удаление компонентов друг от друга (670 а. е.), которое является почти предельным для поддержания гравитационного взаимодействия объектов подобной массы. Это расстояние больше, чем до планеты HD 106906 b (650 а. е.), но меньше, чем до планеты GU Рыб b (ок. 2000 а. е.).